# Sa Conillera
Sa Conillera est un îlot situé à l'ouest de l'île d'Ibiza dans l'archipel des îles Baléares.

## Situation et dimensions
D'une dimension d'1 km2 (100 ha), l'îlot a une longueur de 2,1 km et une largeur maximale de 700 m. Il se trouve à environ 1 km des côtes d'Ibiza et à 6,1 km à l'ouest de station balnéaire de Sant Antoni de Portmany. Il dépend administrativement de la commune de Sant Josep de sa Talaia.
Au sud, se trouve l'îlot des Bosc.

## Description
L'îlot est inhabité. Un phare a été construit en 1857 sur la côte nord-ouest de l'îlot. Les deux constructions annexes ont été bâties en 1908. 
La forme de Sa Conillera peut faire penser à un crocodile.